# The Warriors Gate
Ne doit pas être confondu avec Warriors' Gate.
Pour plus de détails, voir Fiche technique et Distribution.
The Warriors Gate est un film d'aventures fantastique franco-sino-canadien réalisé par Matthias Hoene, sorti en 2016.

## Synopsis
Jack Bronson est un adolescent passionné de jeux vidéo. Il se retrouve transporté par magie dans la Chine médiévale. Pour une princesse et rétablir la paix, Jack va devoir utiliser tous ses talents de gamer pour devenir un guerrier suffisamment puissant.

## Fiche technique
Sauf indication contraire, les informations mentionnées dans cette section peuvent être confirmées par la base de données cinématographiques IMDb,  présente dans la section « Liens externes ».
- Titre : The Warriors Gate
- Titre chinois : 勇士之門 (Yongshi zhi men)
- Réalisation : Matthias Hoene
- Scénario : Luc Besson et Robert Mark Kamen
- Musique : Klaus Badelt
- Direction artistique : Lilith Bekmezian, Gilles Boillot, Patrick Tandiang et Christian Vallat
- Décors : Hugues Tissandier
- Costumes : Édith Vesperini et Helen Zhang
- Photographie : Maxime Alexandre
- Son : Didier Lozahic, Ken Yasumoto, Stephane Rabeau
- Montage : Audrey Simonaud
- Production : Luc Besson et Mark Gao
  - Production exécutive : Natacha Devillers et Olivier Glaas
  - Production déléguée : Ariel Zeitoun, J. C. Cheng, Claude Léger, Gregory Ouanhon et Jonathan Vanger
  - Assistante de production : Kathian Pascal
- Sociétés de production[2] :
  -  France : EuropaCorp, avec la participation de Canal+ et Ciné+
  -  Chine : Fundamental Films, supervisé par China Film Co-Production Corporation
  -  Canada : Transfilm International et Screen Siren Pictures, avec la participation du crédit d'impôt pour les services de production de la province de la Colombie-Britannique
- Sociétés de distribution[3] : EuropaCorp Distribution (France) ; China Film Group Corporation (Chine) ; Belga Films (Belgique)
- Budget : 20 118 331 €[4]
- Pays de production :  France,  Chine,  Canada
- Langues originales : khmer, anglais, cantonais, espagnol
- Format[5] : couleur - DCP Digital Cinema Package - 2,39:1 (Cinémascope) - son Dolby Digital
- Genre : fantastique, action, aventures, arts martiaux
- Durée : 108 minutes
- Dates de sortie[6] :
  -  Chine : 18 novembre 2016
  -  France : 22 mars 2017
  - Belgique : 12 avril 2017[7]
- Classification[8] :
  - France : tous publics[9]
  - Belgique : tous publics (Alle Leeftijden)[7]
  - Chine : pas de système

## Distribution
- Uriah Shelton (VF : Gauthier Battoue) : Jack Bronson
- Ni Ni (VF : Marie Tirmont) : Sulin
- Mark Chao (VF : Anatole de Bodinat) : Zhao
- David Bautista (VF : Jérémie Covillault) : Arun
- Francis Ng (VF : Jérémy Prévost) : le magicien
- Ming Xi : Nymphe
- Kara Hui : esprit de la montagne
- Sienna Guillory (VF : Sylvie Jacob) : Annie
- Henry Mah (VF : Loïc Houdré) : Chang
- Dakota Daulby (VF : Alexandre Nguyen) : Travis Leigh
- Luke McAndless-Davis (VF : Benjamin Bollen) : Hector

## Production

### Tournage
Le tournage débute en mai 2015 et a lieu en Chine, notamment dans les Hengdian World Studios à Dongyang, ainsi qu'en Colombie-Britannique au Canada (New Westminster, Vancouver).

## Accueil

### Accueil critique
Le film reçoit des critiques plutôt mitigées. Sur l'agrégateur américain Rotten Tomatoes, il récolte 50% d'opinions favorables pour 8 critiques et une note moyenne de 4,51⁄10. Sur Metacritic, il obtient une note moyenne de 5,5⁄10 lar les utilisateurs.
En France, le film n'est pas critiqué par la presse sur le site AlloCiné. Il obtient une moyenne de 2,6⁄5 par les spectateurs (pour 190 notes).

## Distinctions

### Nominations
- Golden Trailer Awards 2017 : Meilleur teaser étranger pour Fundamental Films[14].